# 膘尔托阔依乡
膘尔托阔依乡，是中华人民共和国新疆维吾尔自治区克孜勒苏柯尔克孜自治州乌恰县下辖的一个乡镇级行政单位。

## 行政区划
膘尔托阔依乡下辖以下地区：
膘尔托阔依村、塔尔尕拉克村、萨孜村、阿合奇村和阿依尕尔特村。